# Ziziphus joazeiro
Ziziphus joazeiro là một loài thực vật có hoa trong họ Táo. Loài này được Mart. miêu tả khoa học đầu tiên..

## Hình ảnh

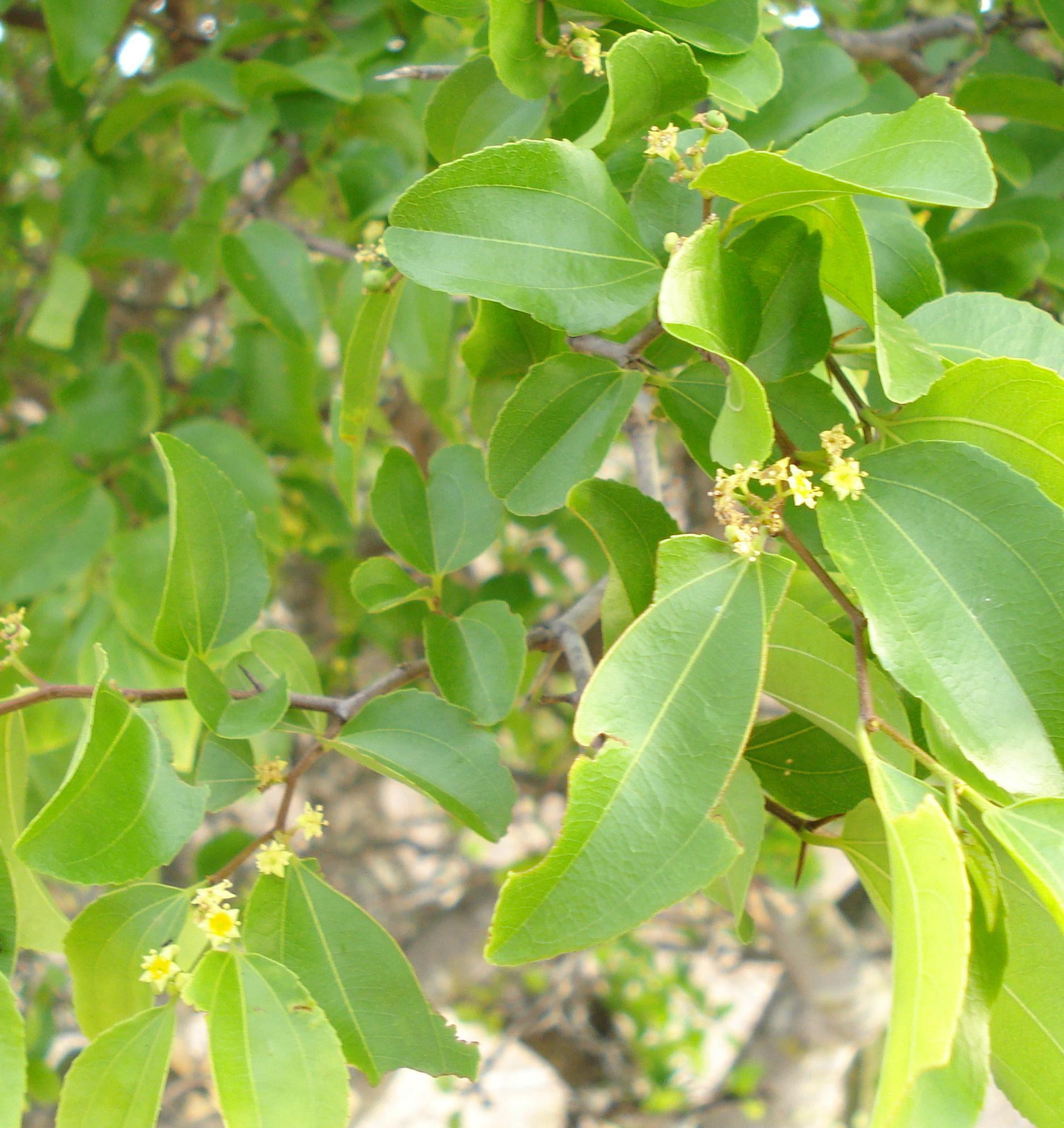
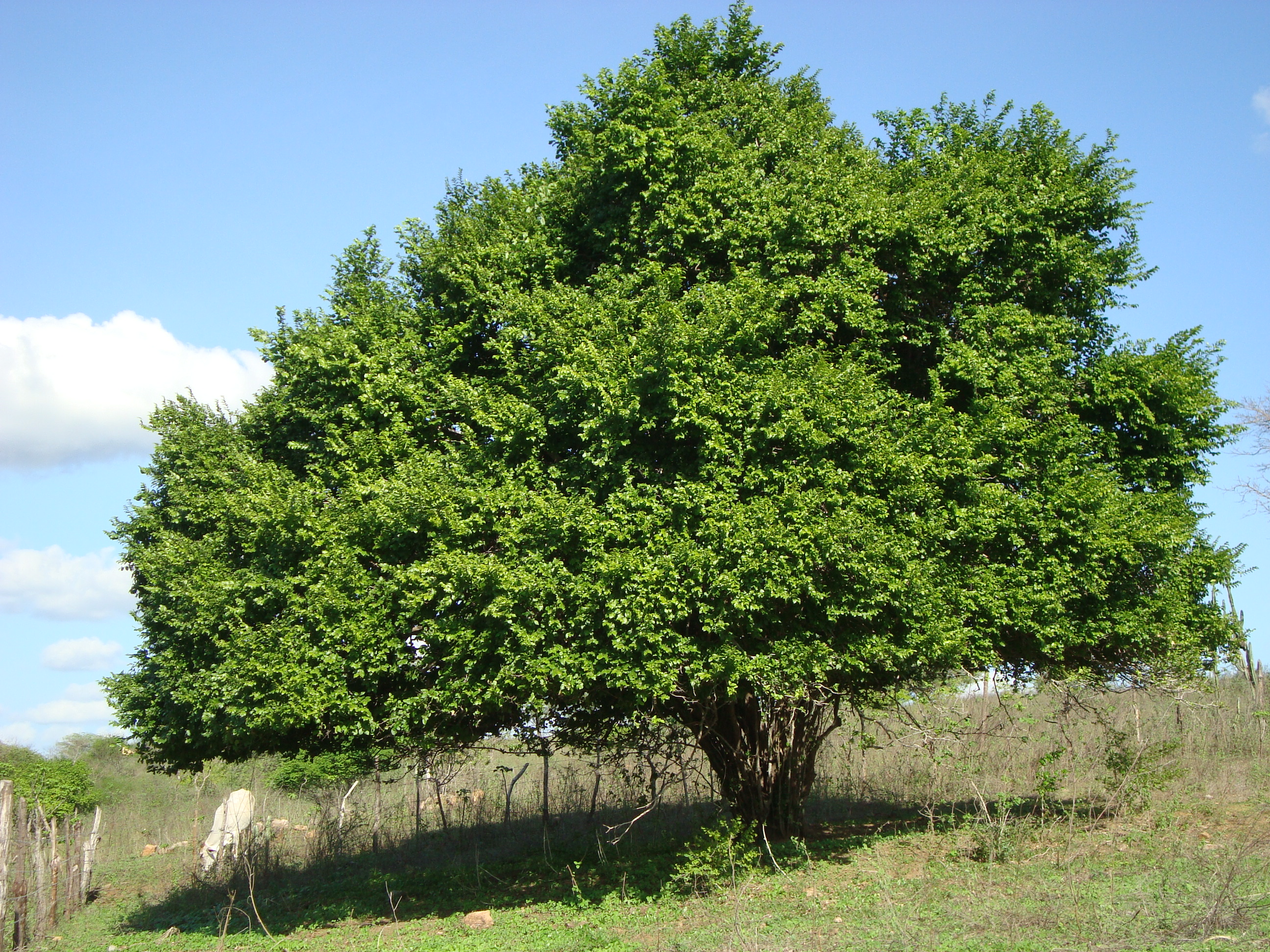